# Leichtathletik-Europameisterschaften 1934/800 m der Männer

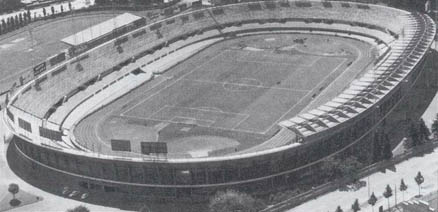
Turiner Olympiastadion – damalige Bezeichnung
Stadio Benito Mussolini

Der 800-Meter-Lauf der Männer bei den Leichtathletik-Europameisterschaften 1934 wurde am 8. und 9. September 1934 im Turiner Stadio Benito Mussolini ausgetragen.
Es siegte der Ungar Miklós Szabó. Vizeeuropameister wurde der Italiener Mario Lanzi gewann. Bronze ging an den Deutschen Wolfgang Dessecker.

## Rekorde

### Bestehende Rekorde
| Weltrekord           | 1:49,8 min                                          | Tommy Hampson                                       | Los Angeles, USA                                    | 2. August 1932                                      |
| Weltrekord           | 1:49,8 min – gelaufen über 880 yds (= 804,68 m)     | Ben Eastman                                         | Princeton, USA                                      | 16. Juni 1934                                       |
| Europarekord         | 1:49,8 min                                          | Tommy Hampson                                       | Los Angeles, USA                                    | 2. August 1932                                      |
| Meisterschaftsrekord | Einen Europameisterschaftsrekord gab es noch nicht. | Einen Europameisterschaftsrekord gab es noch nicht. | Einen Europameisterschaftsrekord gab es noch nicht. | Einen Europameisterschaftsrekord gab es noch nicht. |

### Rekordverbesserungen
Im ersten Rennen wurde ein erster Europameisterschaftsrekord aufgestellt. Dieser neue Rekord wurde anschließend zweimal weiter gesteigert. Darüber hinaus wurden zwei neue Landesrekorde aufgestellt.
- Europameisterschaftsrekorde:
  - 1:58,7 min (erster EM-Rekord) – Erik Wennberg (Schweden), erster Vorlauf am 8. September
  - 1:57,0 min (Verbesserung des ersten EM-Rekords) – Wolfgang Dessecker (Deutsches Reich), zweiter Vorlauf am 8. September
  - 1:51,8 min (Verbesserung des EM-Rekords) – Mario Lanzi (Königreich Italien), dritter Vorlauf am 8. September
- Landesrekorde:
  - 1:53,4 min – Kazimierz Kucharski (Polen), Finale am 9. September
  - 1:55,8 min – Pierre Hemmer (Luxemburg), Finale am 9. September

## Vorrunde
8. September 1934

Da nur zwölf Teilnehmer in diesem Wettbewerb starteten, qualifizierten sich die jeweils ersten drei Läufer aus den drei Vorläufen – hellblau unterlegt – direkt für das Finale.

### Vorlauf 1
| Platz | Name          | Nation    | Zeit          |
| ----- | ------------- | --------- | ------------- |
| 1     | Erik Wennberg | Schweden  | 1:58,7 min CR |
| 2     | Miklós Szabó  | Ungarn    | 1:58,9 min    |
| 3     | Pierre Hemmer | Luxemburg | 1:59,1 min    |
| 4     | Ademar Jürlau | Estland   | 1:59,2 min    |

### Vorlauf 2
| Platz | Name                | Nation           | Zeit          |
| ----- | ------------------- | ---------------- | ------------- |
| 1     | Wolfgang Dessecker  | Deutsches Reich  | 1:57,0 min CR |
| 2     | Kazimierz Kucharski | Polen            | 1:57,5 min    |
| 3     | Jean Keller         | Frankreich       | 1:57,6 min    |
| 4     | Evžen Rošický       | Tschechoslowakei | 1:57,8 min    |

### Vorlauf 3
| Platz | Name             | Nation             | Zeit          |
| ----- | ---------------- | ------------------ | ------------- |
| 1     | Mario Lanzi      | Königreich Italien | 1:51,8 min CR |
| 2     | Eric Ny          | Schweden           | 1:53,0 min    |
| 3     | Raymond Petit    | Frankreich         | 1:55,3 min    |
| 4     | Georg Puchberger | Österreich         | 1:57,0 min    |

## Finale

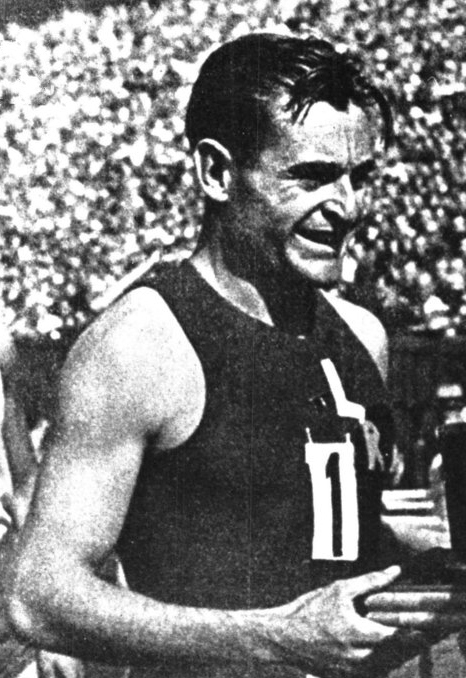
Silbermedaillengewinner Mario Lanzi

9. September 1934
| Platz | Name                | Nation             | Zeit          |
| ----- | ------------------- | ------------------ | ------------- |
| 1     | Miklós Szabó        | Ungarn             | 1:52,0 min    |
| 2     | Mario Lanzi         | Königreich Italien | 1:52,0 min    |
| 3     | Wolfgang Dessecker  | Deutsches Reich    | 1:52,2 min    |
| 4     | Eric Ny             | Schweden           | 1:52,4 min    |
| 5     | Erik Wennberg       | Schweden           | 1:53,1 min    |
| 6     | Kazimierz Kucharski | Polen              | 1:53,4 min NR |
| 7     | Raymond Petit       | Frankreich         | 1:54,0 min    |
| 8     | Pierre Hemmer       | Luxemburg          | 1:55,8 min NR |
| 9     | Jean Keller         | Frankreich         | NT000         |

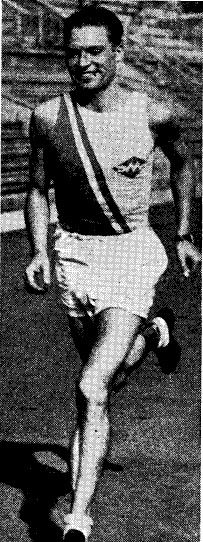
Eric Ny erreichte Platz vier.
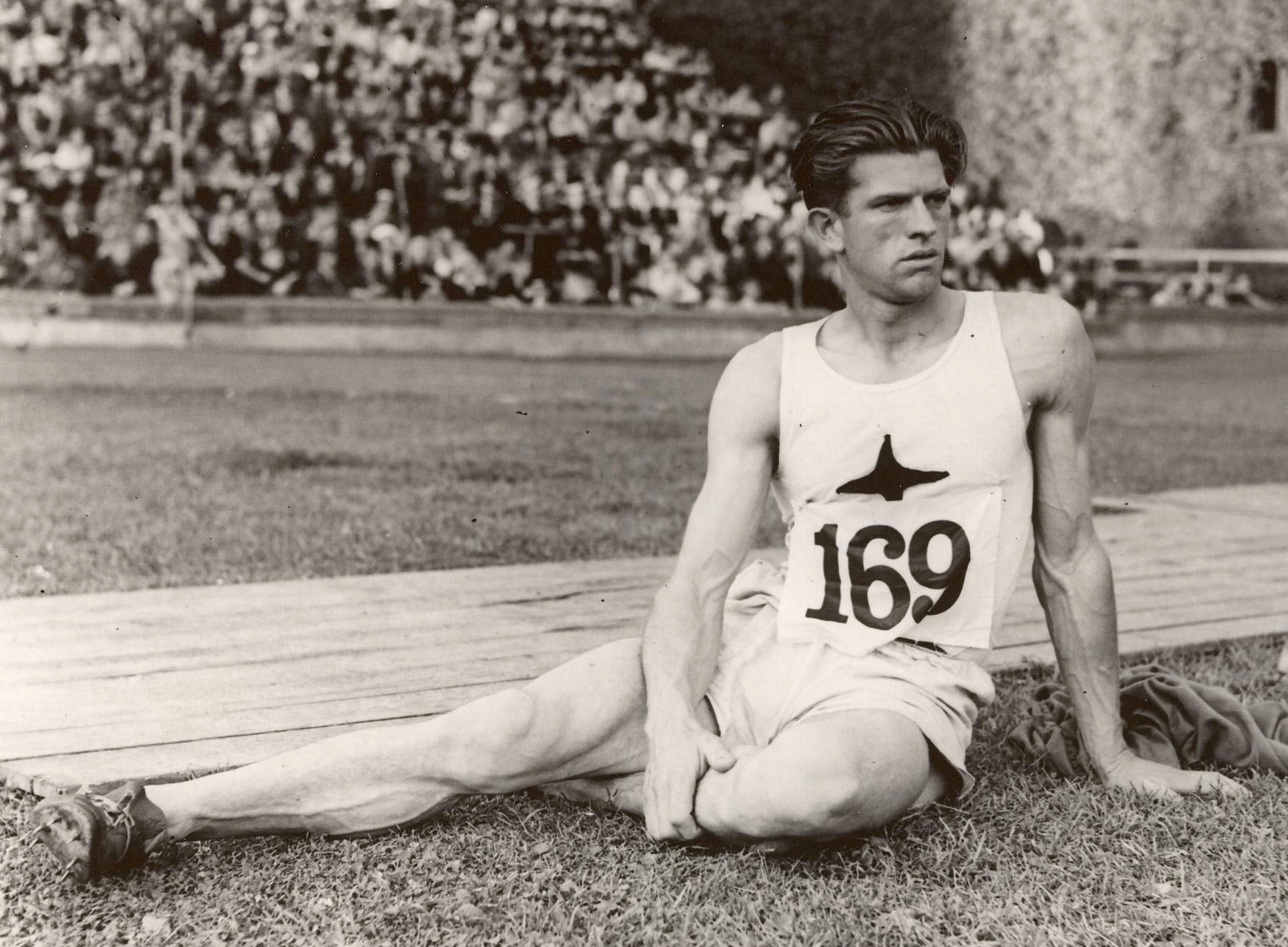
Erik Wennberg kam auf den fünften Platz.
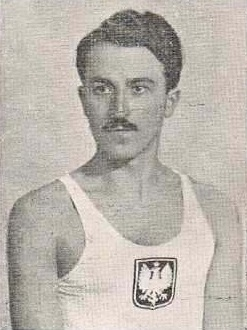
Kazimierz Kucharski belegte Rang sechs.
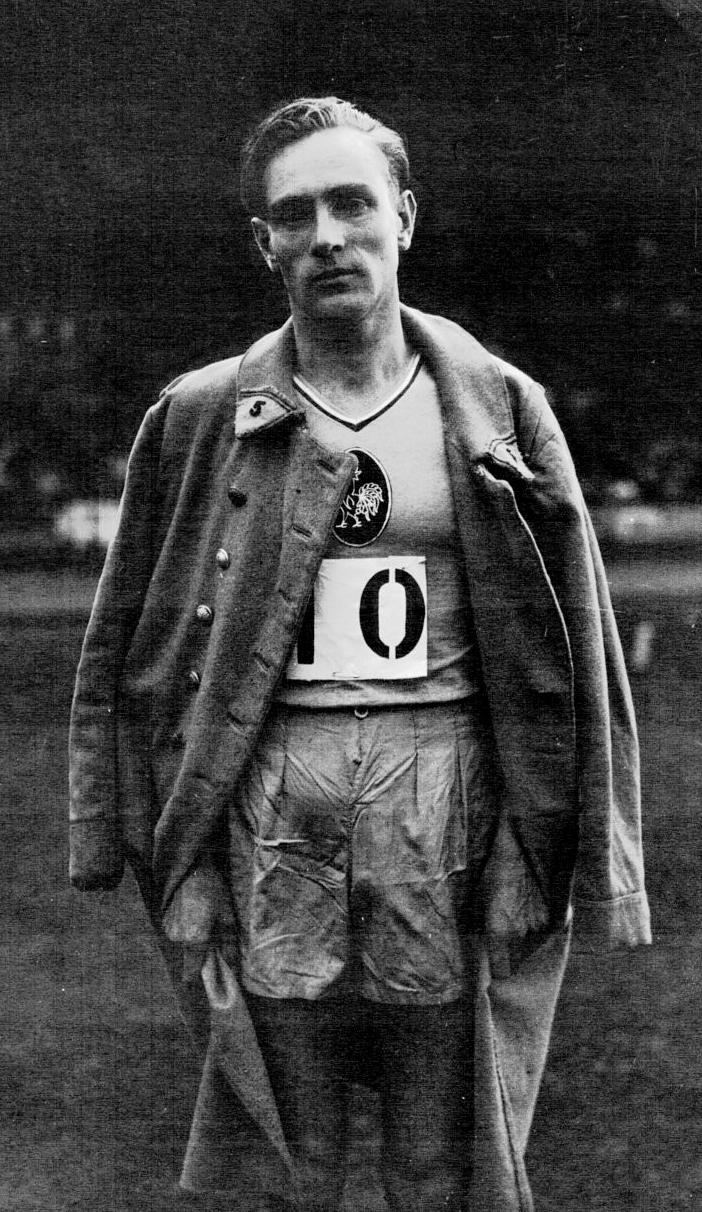
Jean Keller wurde Neunter in diesem Finale.